# Dryophytes
Dryophytes Fitzinger, 1843 è un genere di rane della famiglia Hylidae.

## Tassonomia
Il genere comprende le seguenti 20 specie:
- Dryophytes andersonii (Baird, 1854)
- Dryophytes arboricola (Taylor, 1941)
- Dryophytes arenicolor Cope, 1866
- Dryophytes avivoca (Viosca, 1928)
- Dryophytes bocourti (Mocquard, 1899)
- Dryophytes chrysoscelis (Cope, 1880)
- Dryophytes cinereus (Schneider, 1799)
- Dryophytes euphorbiaceus (Günther, 1858)
- Dryophytes eximius (Baird, 1854)
- Dryophytes femoralis (Daudin, 1800)
- Dryophytes flaviventris Borzée and Min, 2020
- Dryophytes gratiosus (LeConte, 1856)
- Dryophytes immaculatus (Boettger, 1888)
- Dryophytes japonicus (Günther, 1859)
- Dryophytes plicatus (Brocchi, 1877)
- Dryophytes squirellus (Daudin, 1800)
- Dryophytes suweonensis (Kuramoto, 1980)
- Dryophytes versicolor (LeConte, 1825)
- Dryophytes walkeri (Stuart, 1954)
- Dryophytes wrightorum (Taylor, 1939)